# Discografia dei Van der Graaf Generator
Questa pagina contiene la discografia ragionata dei Van der Graaf Generator. I dischi editi vengono indicati suddividendoli in: album, raccolte e cofanetti (box set), singoli. Sono indicati inoltre i video/film aventi come protagonisti i Van der Graaf Generator. 

## Album in studio
| Data             | Album                                     |
| ---------------- | ----------------------------------------- |
| Settembre 1969   | The Aerosol Grey Machine                  |
| Febbraio 1970    | The Least We Can Do Is Wave to Each Other |
| Dicembre 1970    | H to He, Who Am the Only One              |
| 12 novembre 1971 | Pawn Hearts                               |
| Ottobre 1975     | Godbluff                                  |
| Aprile 1976      | Still Life                                |
| Ottobre 1976     | World Record                              |
| Settembre 1977   | The Quiet Zone/The Pleasure Dome          |
| Aprile 2005      | Present                                   |
| Marzo 2008       | Trisector                                 |
| Marzo 2011       | A Grounding in Numbers                    |
| Giugno 2012      | ALT                                       |
| Settembre 2016   | Do Not Disturb                            |

## Album dal vivo
| Data          | Album                                 |
| ------------- | ------------------------------------- |
| Luglio 1978   | Vital                                 |
| Giugno 1994   | Maida Vale                            |
| Marzo 2007    | Real Time                             |
| Giugno 2009   | Live at the Paradiso                  |
| Febbraio 2015 | Merlin Atmos - Live Performances 2013 |

## Singoli
| Data           | Titolo                                           |
| -------------- | ------------------------------------------------ |
| Gennaio 1969   | People You Were Going To / Firebrand             |
| Aprile 1969    | Afterwards / Necromancer                         |
| Aprile 1970    | Refugees / The Boat Of Millions Of Years         |
| Febbraio 1972  | Theme One / W                                    |
| Ottobre 1976   | Wondering / Meurglys III                         |
| Settembre 1977 | Cat's Eye/Yellow Fever (Running) / Ship Of Fools |

## Raccolte e demo
| Data           | Album                                  |
| -------------- | -------------------------------------- |
| Agosto 1972    | 68-71                                  |
| Settembre 1980 | Repeat Performance                     |
| 1980           | Rock Heavies                           |
| 1982           | Time Vaults                            |
| 1986           | First Generation                       |
| 1986           | Second Generation                      |
| 1986           | Now and Then                           |
| 1993           | I Prophesy Disaster                    |
| 2000           | An Introduction                        |
| 2000           | The Box                                |
| 2015           | After the Flood - At the BBC 1968-1977 |

## Video
| Data          | Titolo                  | Note                                                    |
| ------------- | ----------------------- | ------------------------------------------------------- |
| Febbraio 2003 | Masters From the Vaults | Belgian TV session, Marzo 1972                          |
| Luglio 2003   | Godbluff Live           | Live in Charleroi 1975 + Belgian TV session             |
| 2005          | Inside VDGG             | Belgian TV Session + Live in Charleroi + Beat Club 1970 |
| Giugno 2009   | Live at the Paradiso    | Live at Paradiso, Amsterdam, 14 aprile 2007             |